# General Belgrano (departamento de La Rioja)
Departamento General Belgrano (La Rioja) é um departamento da província de La Rioja, na Argentina.